# Журба Михайло Анатолійович
Журба́ Миха́йло Анато́лійович (нар. 23 січня 1953 р., Горлівка, Сталінська область]]) — радянський і український історик. Доктор історичних наук, професор, академік Української академії історичних наук, старший науковий співробітник в галузі науки і техніки, директор науково-дослідницького центру «Слов'янський Світ», завідувач кафедри історії та археології слов'ян історичного факультету Національного педагогічного університету ім. М. П. Драгоманова, головний редактор наукового фахового часопису «Вісник аграрної історії» та міжнародного наукового журналу «Euro-American Scientific Cooperation».

### Життєпис
Випускник Державного педагогічного університету ім. М. П. Драгоманова. Працював вчителем історії та географії в Малинській середній школі Житомирської області та Дударківської середньої школи Бориспільського району Київської області.
З 1982 р. працює в Національному педагогічному університеті ім. М. П. Драгоманова.
1995—1996 рр. отримав грант для навчання у Варшавському університеті Республіки Польщі.
Нагороджений премією Національної академії наук України ім. М. С. Грушевського за цикл праць з етнології та етнополітики (2005).

### Наукова діяльність
Керівник наукової школи «Громадсько-політичні рухи та організації в країнах Центрально-Східної Європи». Науковий консультант і керівник понад 30 дисертацій, з них 4 — докторських і 20 — кандидатських. Член кількох Спеціалізованих рад по захисту докторських і кандидатських дисертацій з історії України та всесвітньої історії. Виступив опонентом по кількох десятках докторських і кандидатських дисертаціях.
Розробив програму «Аграрний розвиток України і зарубіжних країн: історичний досвід та сучасні тенденції», яка передбачає дослідження низки проблем аграрної історії України і світу, узагальнення історичного досвіду аграрних перетворень в Україні та ЄС, внеску діячів науки, науково-дослідних установ у технологію сільськогосподарського виробництва, діяльності відомих вчених у різних аграрних галузях.
Активну участь Журби М. А. та його співробітників була здійснена у підготовці навчальних дисциплін: історія слов'янських народів, археологія, основи біосоціогенезу, вступ до слов'янознавства, історія релігійних конфесій слов'янських народів, культура слов'ян, історія слов'янських етносів України, славістична історична біографістика, міжнародні відносини східнослов'янського світу, політична історія слов'ян, слов'янські мови, повсякденне життя слов'ян, сучасна історія Росії, сучасна історія Білорусі.